# David Kitur
David Kitur (* 12. Oktober 1962) ist ein ehemaliger kenianischer Sprinter, der sich auf den 400-Meter-Lauf spezialisiert hatte.
Bei den Olympischen Spielen 1984 in Los Angeles erreichte er im Einzelbewerb und in der 4-mal-400-Meter-Staffel jeweils das Halbfinale. Im Jahr darauf gewann er Bronze bei den Leichtathletik-Afrikameisterschaften 1985 in Kairo.
1987 holte er Silber bei den Panafrikanischen Spielen in Nairobi. Bei den Leichtathletik-Weltmeisterschaften in Rom wurde er Sechster über 400 m, wobei er im Halbfinale mit 44,73 s seinen persönlichen Rekord aufstellte, und mit der kenianischen Mannschaft Fünfter in der 4-mal-400-Meter-Staffel.
1990 siegte er mit der kenianischen 4-mal-400-Meter-Stafette bei den Commonwealth Games in Auckland und gewann bei den Afrikameisterschaften in Kairo Silber hinter seinem jüngeren Bruder Samson Kitur.
Bei den Olympischen Spielen 1992 in Barcelona schied er im Viertelfinale aus und wurde im Vorlauf der 4-mal-400-Meter-Staffel eingesetzt. Im Finale, in dem die kenianische Stafette nicht das Ziel erreichte, wurde er durch Abednego Matilu ersetzt.